# Voseo en México
El fenómeno lingüístico del voseo está presente en algunas regiones del sureste de México, principalmente en el estado de Chiapas, y en menor medida en ciertas zonas del estado de Tabasco. En el resto del país, su uso es escaso o prácticamente inexistente.

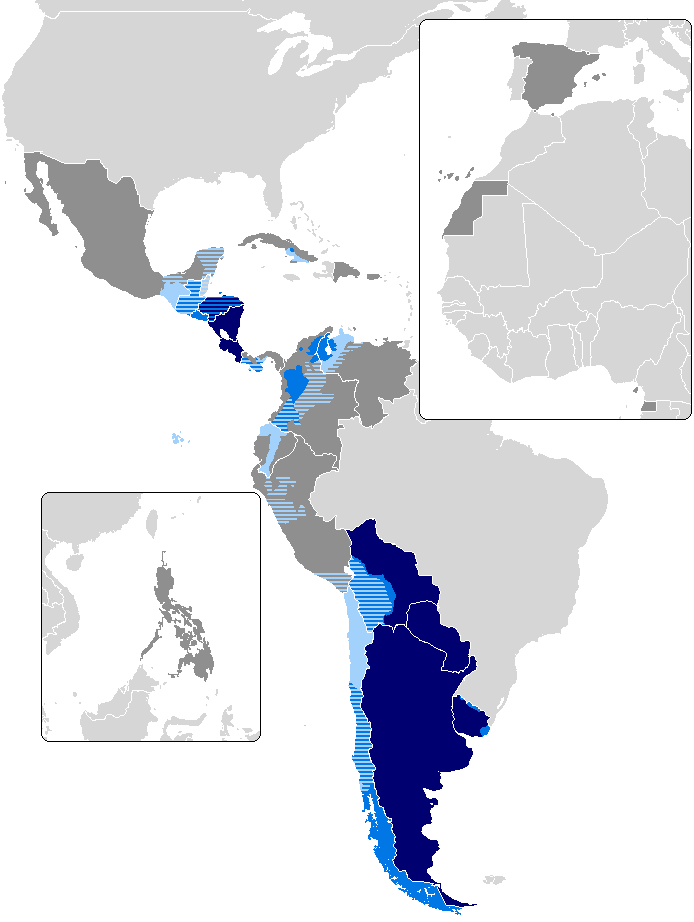
Voseo generalizado de forma oral y escrita
Voseo oral generalizado
Voseo coexistente con el tuteo o voseo regional desprestigiado
Sin voseo

## Forma de voseo
La forma de voseo empleada en el sureste de México es semejante a la rioplatense, en la cual se utiliza los verbos en modo presente e imperativo, y el plural de los mismos es expresado con las formas del ustedeo.
| Verbo  | Presente | Imperativo |
| ------ | -------- | ---------- |
| Cantar | Cantás   | Cantá      |
| Comer  | Comés    | Comé       |
| Poner  | Ponés    | Poné       |
| Correr | Corrés   | Corré      |
| Tener  | Tenés    | Tené       |

## Orígenes
Su origen se remonta a la colonización española de América, en la que los españoles trajeron y distribuyeron su cultura desde Argentina hasta lo que hoy en día es el suroeste de Canadá. Debido al fenómeno que ocurrió con el uso del voseo en España, entre los siglos XIII y XIV, es que este fenómeno se vuelve un poco más informal. Ya en la época en la que los españoles llegan a México, el voseo pasó al uso de informalidad en contexto de familiaridad. Para finales del siglo XVI, el Imperio Español ya era muy extenso para estar interconectado, por lo que muchos virreinatos no tenían el suficiente contacto con la metrópoli (tal es el caso del Virreinato del Río de la Plata); el Virreinato de Nueva España era el que tenía más contacto, por lo que la llegada de «Vuestra Merced» para reemplazar a «Vos» se produjo muy rápido. En estos momentos, Chiapas formaba parte de la Capitanía General de Guatemala, la cual tuvo en un contacto más reducido con España que el resto del virreinato de la Nueva España. Por ello, el voseo se quedó impregnado como uso familiar en esta zona.
Después de la Independencia de México, se conformó el Primer Imperio Mexicano, de donde los actuales países de Centroamérica se independizaron de México en 1823. Chiapas redujo su conexión con la región centroamericana, por tanto, conforme fue pasando el tiempo el voseo, comenzaría a disminuir lentamente debido a la influencia que el resto del país produjo sobre el estado.

## Situación actual

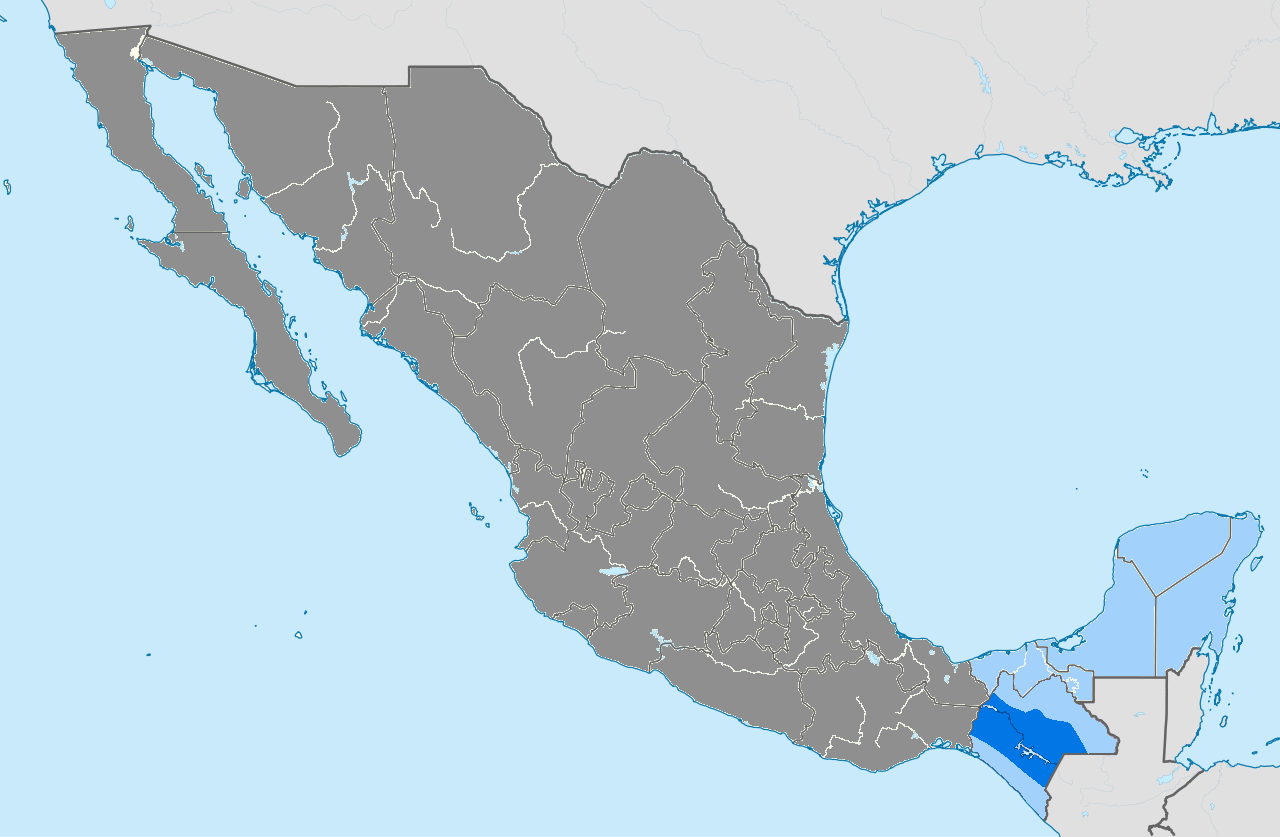
Voseo Mexicano
Voseo oral generalizado
Voseo poco reconocido
Sin voseo o no reconocido

El voseo aún está presente en cierta medida en la región de Chiapas, debido a la proximidad y el contacto cultural con Guatemala. En 2009, una investigación realizada en el estado mexicano reveló que aproximadamente el 75 % de la población utiliza el voseo, [1] siendo más común en las ciudades de Tuxtla Gutiérrez, Comitán de Domínguez y San Cristóbal de las Casas. [2] Esta forma de expresión es ampliamente aceptada y considerada normal en el estado.